# Gouvernement de Vladimir
1796–1929
Entités suivantes :
- Oblast industriel d'Ivanovo

Le gouvernement de Vladimir (en russe : Владимирская губерния) est une division administrative de l’Empire russe, puis de la République socialiste fédérative soviétique de Russie. Sa capitale était la ville de Vladimir. Créé en 1796, le gouvernement exista jusqu’en 1929.

## Géographie
Le gouvernement de Vladimir était situé au centre de la Russie européenne. Il était bordé par les gouvernements de Kostroma, Nijni Novgorod, Tambov, Riazan, Moscou, Tver et Iaroslavl.
Le territoire du gouvernement de Vladimir correspond approximativement à l’oblast de Vladimir, quelques territoires étant répartis entre les oblasts de Moscou, Ivanovo, Iaroslavl, Nijni Novgorod, Riazan et de Tver.

## Subdivisions administratives
Au début du XXe siècle le gouvernement de Vladimir était divisé en treize ouiezds : Aleksandrov, Vladimir, Viazniki, Gorokhovets, Kovrov, Melenki, Mourom, Pereslavl-Zalesski, Pokrov, Souzdal, Chouïa et Iouriev-Polski.

## Population
Au recensement de 1897, la population du gouvernement s'élevait à 1 515 691 habitants, dont 99,7 % de Russes.